# Nāḩiyat Armanāz
Nāḩiyat Armanāz (arabiska: ناحية أرمناز) är ett subdistrikt i Syrien.   Det ligger i provinsen Idlib, i den nordvästra delen av landet, 280 km norr om huvudstaden Damaskus.
Trakten runt Nāḩiyat Armanāz består till största delen av jordbruksmark. Runt Nāḩiyat Armanāz är det ganska tätbefolkat, med 179 invånare per kvadratkilometer.